# Дијана Пожарска
Дијана Владимировна Пожарска (рус. Диана Владимировна Пожарская; Волшки, 3. фебруар 1992) је руска позоришна и филмска глумица. Удата је за девет година старијег руског режисера Артема Аксјењенка, али о свом приватном животу ријетко говори пред медијима.

## Биографија
Рођена је 3. фебруара 1992. године у граду Волшком, у Волгоградској области у Русији. Са пет година почела је да тренира балет и спортски плес у родном граду чиме се успешно бавила наредних 14 година. Упркос великим успјесима у спорту, Дијана се по завршетку средње школе одлучила за глуму. На државном сверуском Универзитету за кинематографију С.А. Герасимова положила је пријемни испит и уписала глумачки одсјек.  До 2016. године била је на класи Александра Михајлова. 
Још као студент појавила се серијалу "Брига, или је љубав зла" у којем је имала епизодну улогу. Највећи успјех у каријери доживјела је улогом Даше Канајеве у серији Хотел Елеон. 2016. добила је главну женску улогу у серији Старији мафијаш, комедији о хирургу који постаје шеф гангстерског клана. Након тога уследила је улога на филму Зла шала због које је 2018. била на црној листи украјинског Министарства културе јер је филм сниман на Криму. Велику пажњу привукла је и улогом Вере у филму „Непознат војник” који је био и највећи пројекат у финској кинематографији.
Српска публика се са Пожарском упознала кроз серију Хотел Елеон, у којој глуми са Милошем Биковићем. Исти глумачки пар нашао се у главним улогама наставка Хотел Београд који је приказан ове године.. 
Млада глумица је прва позната личност из Русије која је радила кампању за француску модну и козметичку кућу Шанел.

## Филмографија
- 2015
  - Брига или зла љубав (епизодна улога)
- 2016
  - Вјечни одмор
  - Старији мафијаш (Витја у закону)
  - Зла шала (Катја Љевашова)
  - Помрачење (Тања)
  - Хотел Елеон (Даша Канајева)
- 2017
  - Кухиња. Посљедња битка (Даша)
  - Виша сила
  - Непознати војник (Вера)
- 2018
  - Наша дјеца (Марија Маркина)
- 2019
  - Лапси
  - Топлина
  - Хотел Београд (Даша)